# 카타리나 드 브라간사
카타리나 드 브라간사(Catarina de Bragança, 1638년 11월 25일 ~ 1705년 11월 30일, 영어 표기: 브라간사의 캐서린)는 포르투갈 왕국의 왕녀출신으로 잉글랜드 왕 찰스 2세의 왕비이다. 아버지 주앙 4세는 1640년에 포르투갈을 스페인으로부터 독립시킨후 국왕으로 즉위하였다. 찰스 2세와의 사이에서 후손을 낳지 못해 왕위는 시동생인 제임스 2세에게 넘어갔으나 1688년에 명예혁명으로 제임스 2세는 폐위당했다.

## 생애
리스본에서 브라간사 공작 주앙 2세의 둘째 딸로 태어났다. 아버지는 브라간사 왕가를 열고 포르투갈 왕국의 왕으로 즉위한후에는 주앙 4세로 불렸다. 주앙 4세는 스페인 제국으로부터 포르투갈의 독립을 추진했는데, 이로 인하여 스페인과의 사이에 전쟁이 벌어졌다. 포르투갈이 스페인에 대항하기 위해서는 유럽의 다른 강대국들과 동맹을 맺을 필요성이 있었고, 그 상대로 영국을 택해 1640년 12월 1일 아직 어린 딸과 찰스 황태자(훗날의 찰스 2세) 간의 혼담을 성사시켰다. 왕정복고가 이루어지고 찰스 2세가 즉위하자 캐서린은 1662년 5월 21일 포츠머스에서 결혼식을 올렸다. 이 결혼에서 캐서린의 지참금은 아프리카 북부의 탕헤르와 인도의 봄베이였다.
그러나 가톨릭 왕국의 공주가 개신교 왕국을 표방하는 영국의 왕자와 혼인한다는 것은 난처한 일이었고, 캐서린의 가톨릭 신앙은 영국에서 많은 문제를 야기시켰다. 특히 캐서린은 시어머니인 헨리에타 마리아와 마찬가지로 영국의 국교인 성공회의 전례를 따른다는 이유로 왕비로서의 대관식을 거부했다.
남편인 찰스 2세와의 사이는 양호했지만 수 차례의 임신에도 불구하고 후계자는 태어나지 않았고 찰스 2세 사후 왕위는 동생인 제임스 2세가 물려받게 되었다. 제임스 2세는 캐서린과 마찬가지로 독실한 가톨릭교도였으나 그가 명예혁명으로 물러나고 메리 2세와 윌리엄 3세가 즉위하게 되자 캐서린은 포르투갈로 귀국했다. 이후에는 동생인 페드로 2세의 곁에 머물며 말년을 보냈다.
캐서린은 당시 포르투갈의 귀족들 사이에서 보편화되어 있던 차 마시는 문화를 영국에 전파했다고 알려져 있다.

## 가족 관계
- 아버지 : 주앙 4세
- 어머니 : 루이사 데 구즈만
- 남동생 : 아폰수 6세
- 남동생 : 페드루 2세
  - 조카 : 주앙 5세
- 남편 : 찰스 2세
- 시동생 : 제임스 2세

## 같이 보기
- 차의 역사